# دلاگرده، بیلقان
دل‌گرده، بیلقان (به ترکی آذربایجانی: Dilağarda) یک منطقهٔ مسکونی در جمهوری آذربایجان است که در شهرستان بیلقان واقع شده‌است.